# Nicky Hofs
Nicky Hofs es un futbolista neerlandés, que juega en el Willem II, cedido por Vitesse Arnhem. Juega como centrocampista, preferentemente de carácter ofensivo, y su primer equipo fue el Vitesse Arnhem.
Ha debutado en la Selección de fútbol de los Países Bajos en una ocasión.

## Selección nacional
Ha sido internacional con la Selección de fútbol de los Países Bajos en una ocasión, y en 5 ocasiones (anotó 3 goles) con la selección sub-21.

## Clubes
- 2001-2004: Vitesse Arnhem
- 2004-2008: Feyenoord
- 2008-2009: Vitesse Arnhem cedido por Feyenoord
- 2009-2010: Vitesse Arnhem
- 2010-2011: AEL Limassol cedido por Vitesse Arnhem
- 2011-2012: Vitesse Arnhem
- 2010-2011: Willem II cedido por Vitesse Arnhem

## Títulos

### Torneos nacionales
- 1 Copa de los Países Bajos: 2008.

### Torneos internacionales
- Eurocopa sub-21: 2006

- Datos: Q723400
- Multimedia: Nicky Hofs / Q723400